# Hippomane mancinella
Hippomane mancinella je drevo iz družine mlečkovk, ki uspeva v tropskih predelih južnega dela Severne Amerike in severnega dela Južne Amerike, vključno s Karibi.

## Opis
Zimzeleno drevo zraste do 15 metrov visoko. Ima rdečkasto-sivkasto lubje, majhne zelenkasto-rumene cvetove in bleščeče zelene liste. Listi so enostavni, premenjalni, zelo fino nazobčani in 5-10 centimetrov dolgi.
Plodovi in listi bežno spominjajo na jabolka, zaradi česar je rastlina dobila špansko ime manzanilla (dobesedno »majhno jabolko«). Vendar pa so vsi deli drevesa izjemno strupeni; mleček vsebuje številne toksine, ki lahko ob zaužitju povzročijo hude poškodbe prebavil, ob stiku s kožo in sluznicami pa nastajajo mehurji kor pri opeklinah. Celo dim, ki nastaja pri gorenju, je dražeč.
Plod je lahko ob zaužitju smrtonosen. Špansko govoreče države so poimenovali to rastlino la manzanilla de la muerte ali majhno jabolko smrti.

## Uporaba
Kjub nevarnosti, ki jo predstavlja Hippomane mancinella drevo, se uporablja, kot vir lesa karibskih tesarjev že tisočletja. Les je potrebno izrezati, ter pustit na soncu, da se posuši in s tem odstrani drevesni sok (sap). Žvečilni gumi, ki zdravi edem se lahko proizvaja iz drevesne skorje (lubje).
Specifični toksini, ki jih lahko najdemo v drevesnem soku in v plodovih ostajajo neznani. Ameriški staroselci Karibov so drevo dobro poznali in uporabljali njeno drevesno skorjo za gradnjo, še posebej je bil uporabljen drevesni sok, kot strup za premaz konic puščic, ki so tako imele še bolj smrtonosni značaj.